# 弹性纤维
彈性纖維（elastic fibers）又稱黃纖維（yellow fibers），是一種組成結締組織中細胞外基質的纖維，新鲜时呈黄色且富有弹性。
彈性蛋白（elastin）是彈性纖維的亞單位，其构成彈性纖維的核心部，周围再包绕原纤蛋白微纤丝（fibrillin microfibril）。彈性蛋白主要是由成纖維細胞和平滑肌細胞分泌的。
彈性纖維由通過共價鍵盤曲連結的彈性蛋白網絡構成，外週有微原纖維環繞。彈性蛋白分子在無外力作用下呈捲曲形，受到外力拉伸後，會伸展、拉長，並產生彈力。從功能上說，彈性纖維的存在能增強結締組織的彈性。

## 分佈

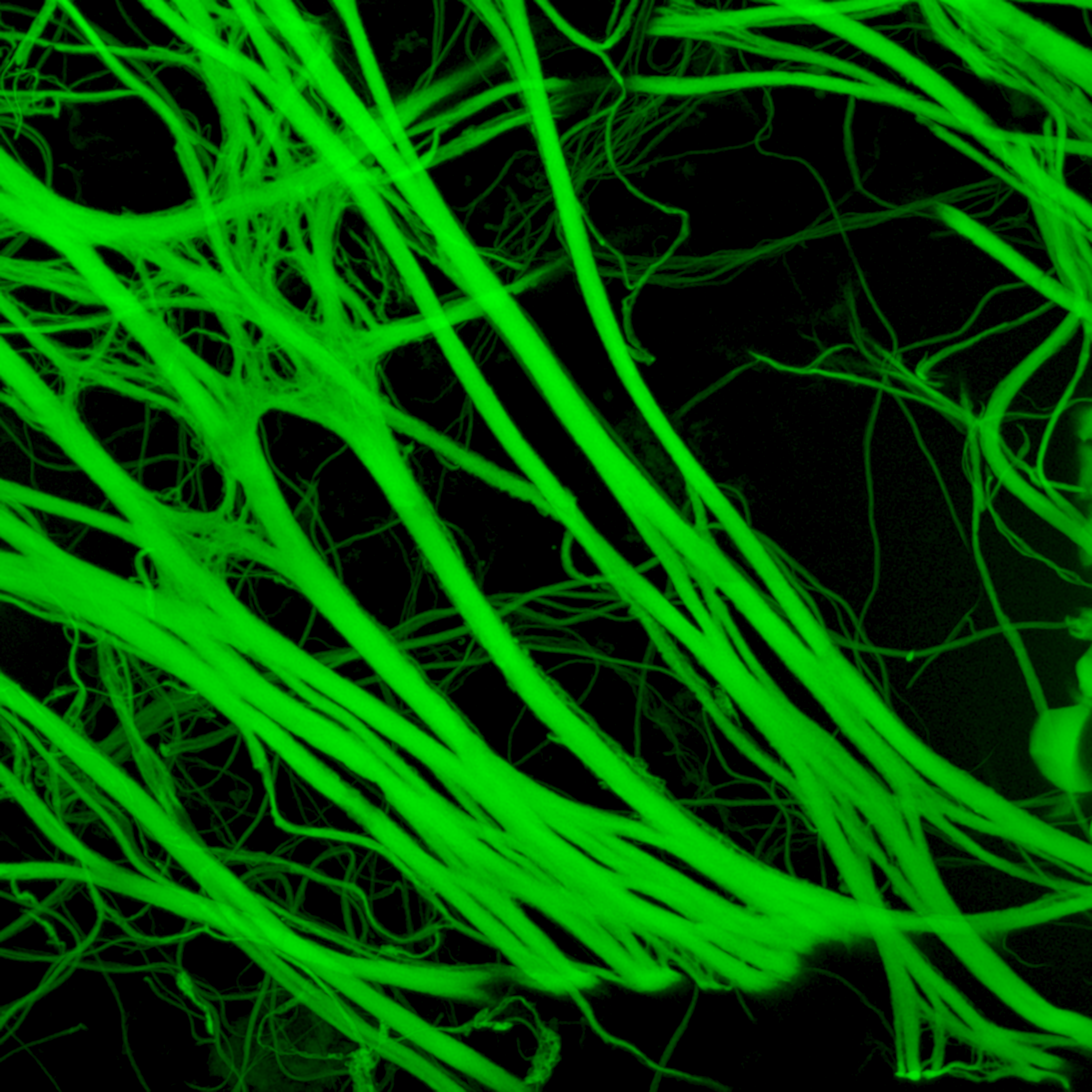
人臟層胸膜中的粗彈性纖維

彈性纖維存在於皮膚、肺、動脈、靜脈、固有結締組織、彈性軟骨、牙周膜(periodontal ligament)、胎兒組織和其他必須接受機械拉伸的組織中。  肺和胸膜裡有粗彈性纖維和細彈性纖維。
疤痕、疤痕疙瘩和皮膚纖維瘤中缺乏彈性纖維，並且彈性纖維大大減少，或者在皮膚乾燥症中缺乏彈性纖維。